# Рогожка (Рязанская область)
Рого́жка — деревня в Сасовском районе Рязанской области России. Входит в состав Каргашинского сельского поселения.

## Географическое положение
Расположена на северо-западе района, в 10 км по асфальтированной дороге к северо-западу от райцентра Сасово. Там же расположена ближайшая железнодорожная станция Сасово. В деревне 1 улица, два пруда.
Ближайшие населённые пункты:

— село Любовниково в 6,5 км к северу по асфальтированной дороге;

— село Гавриловское в 3 км к северо-востоку по асфальтированной дороге;

— село Фроловское в 6,5 км к юго-востоку по асфальтированной дороге;

— посёлок 12 лет Октября в 2,5 км к югу по грунтовой дороге;

— село Каргашино в 4 км к западу по грунтовой дороге;

— деревня Елизаветовка в 3 км к северо-западу по грунтовой дороге.

## Природа
Климат умеренно континентальный. Высота над уровнем моря 128—131 м.

## Население
| 1981 | 1989 | 2002 | 2010 |
| ---- | ---- | ---- | ---- |
| 150  | ↘75  | ↘23  | ↘8   |

## Хозяйство
В советское время была молочно-товарная ферма, ветряная мельница, небольшая машино-тракторная станция.

## Инфраструктура
В 1,5 км от деревни проходит автомобильная трасса Р-124 "Шацк—Касимов".